# Radio 5
Radio 5 – regionalne radio z siedzibą w Suwałkach, nadające program w północno-wschodniej Polsce (byłe woj. suwalskie). Radio dzieli się na dwie rozgłośnie „Radio 5 Suwałki” i „Radio 5 Ełk”, każda rozgłośnia nadaje oddzielną ramówkę.

## Radio 5 Suwałki
Suwalska „Piątka” w Suwałkach wystartowała 1 marca 1991 roku. Następnie sukcesywnie w latach 2000–2008 były uruchamiane kolejne nadajniki w Augustowie, Sejnach, Olecku i Gołdapi.

## Radio 5 Ełk
Ełcka „Piątka” wystartowała, tak samo jak Suwalska „Piątka”, w 1991 roku, w 2011 roku poszerzyła zaś swój zasięg o Giżycko.

## Lokalizacje nadajników
- Augustów – 97,7 MHz[1]
- Gołdap – 107,5 MHz[1]
- Olecko – 94,1 MHz[1]
- Sejny – 99,8 MHz[1]
- Suwałki – 91,2 MHz[1]
- Ełk – 102,6 MHz[2]
- Giżycko – 93,5 MHz[2]

## Radio 5 TV
Internetowa telewizja, która powstała w 2010 roku. Aktualnie wszystkie informacje radiowe są uzupełniane o materiał wideo w Radio 5 TV. W telewizji nadawany jest cotygodniowy Przegląd Tygodni oraz informacje na różne tematy.